# Brüklerné Buday Ella
Brüklerné Buday Ella (Budapest, 1892. november 10. – Budapest, 1976. április 23.) magyar mesterszakácsnő, gasztronómiai író, üzletasszony, a budapesti Mignon Panzió tulajdonosa. Annak ellenére, hogy második férje jól keresett mint fővárosi ügyvéd, az 1920-as évektől panziót üzemeltetett és írással is foglalkozott, a Mit, hogyan, mennyit főzzek? és az Így főzünk ma szakácskönyvek szerzője.
A Rákosi-rendszer osztályellenségként kezelte az akkoriban jómódban élő idősödő hölgyet, és családjával együtt vidékre telepítették ki. Az 1950-es években enyhült körülötte a helyzet, és a VÁTERV üzemi konyhájának lett a vezetője. 1950-ben kiadatta első szakácskönyvét, de élete vége felé, hogy meg tudjon élni, pulóvereket kötött eladásra, és öreg írógépén bedolgozott mint adminisztrátor egy autókereskedő vállalatnak.

## Élete, családi háttere
Prosznefalvi Buday-Plichta Gabriella Margit Mária 1892-ben Plichta Soma losonci tiszti főorvos, királyi tanácsos unokája, aki Madách Imre barátja volt és maga is több orvosi könyv szerzője, járványügyi és orvosmeteorológiai tárgykörben. Buday Ella szülei dr. prosznefalvi Buday-Plichta Barnabás ügyvéd és Spéry Alice voltak. 1921. március 5-én Budapesten – válásuk után, második – házasságot kötött a nála 16 évvel idősebb dr. széplaki Brükler Arthúr ügyvéddel, széplaki Brükler Mihály és gicei Giczey Emília fiával. Református családból származott, de idős korában rekatolizált, második férjének jó barátja, Tost Barnabás kanonok hatására.

## Tanulmányai
Ella elsősorban zenei tanulmányokat folytatott, és elvégezte a konzervatóriumot mint Wagner-énekes. Csodálatosan zongorázott, de soha nem léphetett fel közönség előtt, a kor szigorú illemszabályai miatt. Festészetet is tanult, aminek eredményeként fennmaradt néhány olajfestménye.

## Panzió az Egyetem tér 5.-ben
Annak ellenére, hogy férje, a keresett fővárosi ügyvéd biztosította neki és négy gyermekének a megélhetést, magas színvonalon, ő mindig tevékenykedett, és élete legnagyobb részében mint üzletasszony dolgozott. Az ezerkilencszázhúszas évektől 1949-ig vezette a Mignon Panziót a budapesti Egyetem tér 5. sz. alatt, ahol férje irodája is működött. Ez az ügyvédi iroda és személy szerint dr. Brükler Arthúr kormányfőtanácsos, elnyerte 1932-ben a budapesti Német Nagykövetség jogtanácsosi megbízását, és egyúttal képviselte a Magyarországon működő legtöbb német érdekeltségű gyárat és nagyvállalatot, egészen addig amíg már fenyegetővé vált a németek Magyarországot is hadviselésbe kényszerítő hatása.

## A kitelepítés
A második világháború után, a Rákosi-korszakban kitelepítették az idősödő házaspárt. Ella mint jó üzletasszony, megérzéseire hagyatkozva néhány hónappal az államosítás előtt magas áron túladott a panzión. Tevékeny és alkotó életvitelét a kitelepítés éveiben sem adta fel. Jászkiséren nagy lelkesedéssel korrepetálta annak a családnak iskolás fiát, akikhez beköltöztették őket – büntetésként – állítólagos kulák voltuk miatt. Közben férjével együtt hozzálátott az 1949-ben egyszer már megjelent szakácskönyve bővített kiadásának nyomda alá rendezéséhez. A kitelepítés első évében megözvegyült. Az idős és beteg Brükler Arthúr nehezen szokott hozzá a vidéki életformához és a megváltozott higiénés környezethez. Megfelelő ápolása lehetetlen volt a félig felépült falusi házban, ahol kényszerből elhelyezést kapott. Szepszis következtében, két héttel kórházba szállítása után, Budapesten meghalt.
Az asszonyt – mint kitelepítettet – férje temetésére sem engedték be a fővárosba. A búcsúztatáson jászkiséri szállásadó családfőjük képviselte Ellát.

## Időskora
Brüklerné tanulva abból, hogy férjét sikerült betegen a fővárosba szállíttatni, maga is beutalót szerzett reumájával az Irgalmasokhoz. Ezzel számára a kitelepítés véget ért, mert a kórházból – titokban – legidősebb lánya lakásába távozott. Itt bújtatták egészen addig, amíg Nagy Imre miniszterelnök valóban bejelentette, hogy a kitelepítettek visszatérhetnek lakhelyükre. Mármint a városba, hiszen lakásukat már régen mások bitorolták. Így Ella élete végéig egy kis szobában élt, és dolgozott, lánya otthonában.
Az 50-es évek első felében felkérték a VÁTI (akkor még VÁTERV) üzemi konyhájának vezetésére. Ezt a megbízatást azzal a feltétellel vállalta el, hogy egy autó jön érte minden reggel, amely haza is viszi munka után. Ismervén csodálatos képességeit a főzés terén, a VÁTI vezetősége még ebbe is beleegyezett, és a fekete autó minden reggel előállt.
Végre 1959-ben, magánkiadásban sikerült kiadnia a szakácskönyvét, amelynek akkora sikere volt, hogy 1960-ban utánnyomásra kerül sor. Közben pulóvereket kötött eladásra, és öreg írógépén bedolgozott egy autókereskedelemmel és szervizzel foglalkozó szocialista nagyvállalat adminisztrációjába. Élvezte a televíziót, a modern konyhai gépeket és kikérdezte a leckét a gyerekektől, egészen 1976-ban bekövetkezett haláláig. Örök nyugalomra 1976. május 5-én a Farkasréti temetőben a római katolikus egyház szertartása szerint helyezték.

## Ösztönzése
Azon túl, hogy üzletasszony volt és szeretett dolgozni, úgy érezte, segítséget kell nyújtania a modernizálódó világ háziasszonyának. A háború utáni szegénység, a cselédség megszüntetése, új feladatok elé állította a nők kisebb és nagyobb tömegét egyaránt. Később a Kommunista Párt egyeduralomra jutása tovább nehezítette ezt a helyzetet. Bár a kor ideológiájával mélységesen nem értett egyet, alkalmazkodott abból a szempontból, hogy útmutatást adott azoknak az asszonyoknak, akik rákényszerültek, hogy családjuk méltó ellátása helyett napi 8 órai munkát vállaljanak. Ma nekünk természetes, és van jó oldala a nők karrierépítési lehetőségének, de abban az időben sokkoló volt a változás, ami nem önkéntes volt, hanem felső – állami szintű – utasításra történt. Ebben a helyzetben egyszerűen leírt és gyorsan elkészíthető receptekre volt szükség. (Lásd: Gyors vacsorák, Teasütemények, Szendvicsek)

## Barátság
Ottlik Géza édesanyja évekig lakott a Mignon Panzióban mint Ella barátnője. Így ír erről Ottlik, Buda című művében:
„Anyám az őszi és téli hónapokra beköltözött egy barátnőjének a belvárosi panziójába, az Egyetem tér és a Kaplony utca sarkán. Én elleneztem; illetve képtelen dolognak tartottam, városi lakás helyett egy átutazószállást, de már tudtam, hogy ezeket rá kell hagyni Évára; a végén kisül belőle valami. Csak vállat vont; özvegységének tizenkettedik esztendejében járt; nem érdekelte, hogy képtelenség. Kitalálta és nagy kedve volt hozzá. Júlia jópofa humorából édeskevés volt meg benne; volt benne mélyen egy egészen másfajta jópofaság. Hát én, én hova leszek karácsonykor, kutyinkóm? Elférsz velem, Bébé, Ella szobájában. Elfértem.
Az ötszögletű nagy sarokszobában volt egy jókora dívány, az ő ágya egy barátságos, mély alkóvban volt, s az egész tágas, kétablakos szoba rögtön otthonossá vált. Érdekes, új utazás is volt s egyben ősrégi megállapodottság is; új régi helyzet, hogy egy szobában alszom vele, mint hatévesen.
Hosszú, hosszú reggelizések: a teához tartott nekem szalámit, krémsajtot, angolszalonnát, mindent, amit szeretek, kitalált újakat, hozott strassburgi pástétomot a Kovács J. M.-től, jegeces marcipános datolyát a Poól és Málytól. Volt egy többasztalos kis közös éttermünk, Ella szakácsnője jól főzött, anyám csináltatott vele ebédre, vacsorára, ami nekem kellett, majonézes krumplisalátát, sóskalevest, lecsót, lángost. Szabó Józsi megint feljött lánynézőbe, bálozni, még mindig agglegény volt, még mindig egy láda kandírozott gyümölccsel állított be, betettük őt Ella egyik üres szobájába, bemászkáltam hozzá reggel, este, szerette, ha kibicelek a beretválkozásához, a frakkinggomb kereséséhez, jött velem könyvet vásárolni a Franklin Társulat szomszédos boltjába.”

## Idézetek
Brüklerné Buday Ella, Így főzünk ma című könyvéből
Részlet a szerző előszavából:

„A „hagyományos” receptek mellett könyvemben külön foglalkozom a mai korszerű konyha problémái közé tartozó „Gyors vacsorák”-kal, amelyeknek táplálóknak, változatosaknak és főleg gyorsan előállíthatóknak kell lenniök. Sok olyan étrendet állítottam össze, amelyek 30-60 perc alatt készíthetők el, sőt ezen túlmenően az idő beosztására vonatkozóan is pontos útmutatást adtam a háziasszonyoknak. Szükségesnek tartottam kiemelni a mélyhűtött főzelékek és más félkész ételek felhasználását is, mert ezek változatos feldolgozása ma még alig ismert, holott a gyorsan készíthető vacsoráknál igen jól alkalmazhatók. A könyv elején található táblázatok és a Maradékok felhasználása c. fejezet útmutatást adnak a gazdaságos házvezetéshez.
Teasütemények és szendvicsek:
Néhány szendvics leírását azért tartottam érdemesnek közzétenni, mert bár minden háziasszony tud szendvicseket készíteni, mégis ha arra kerül sor, rendszerint zavarban vannak, kapkodnak és össze-vissza vásárolják a szendvicsre rakható húsféleségeket. Ezáltal gyakran fölösleges kiadásokkal terhelik háztartásukat és a szendvicsek mégis szegényesen, fantáziamentesen kerülnek az asztalra.”

## Jelentősége
Így főzünk ma című könyvét sok éven keresztül a vendéglátóipari szakiskolák tankönyvként használták.

## Művei
- Mit, hogyan, mennyit főzzek? (Faragó nyomda Archiválva 2021. december 14-i dátummal a Wayback Machine-ben, Kispest: 1949)
- Így főzünk ma (Minerva kiadó: 1959, 1960)